# Міноритарний акціонер
Міноритарний акціонер (міноритарій) — акціонер компанії (фізична або юридична особа), розмір пакета акцій якого не дозволяє йому безпосередньо брати участь в управлінні компанією (наприклад, шляхом формування ради директорів). Такий пакет акцій називається «неконтролюючим». Міноритарні акціонери мають малу частку пакету акцій, серед їхніх переваг є можливість отримати дивідендів і при цьому не понести сильного збитку.

## Права міноритарних акціонерів
Міноритарій не бере участі в прямому управлінні компанією і через це йому не так легко боротися з думкою акціонерів, у яких є контрольний пакет акцій (КПА). Практично міноритарії мають такі права: 
- отримання дивідендів;
- отримання частини коштів після ліквідації компанії;
- отримання повної інформації про діяльність компанії;
- право на придбання акцій додаткової емісії для захисту від розмиття пакета;
- право вимагати у мажоритаріїв викупити свої активи за ринковою ціною, якщо міноритарний акціонер голосував проти основних рішень акціонерів.

Законом передбачено, що після того, як у головного акціонера виявляться 95% всіх активів компанії, він має право змусити продати міноритаріїв решту акцій.
Таким чином, це фізична чи юридична особа, у якого мінімум прав перед іншими акціонерами. Але в будь-якому випадку законодавство надає міноритаріям достатній обсяг прав для того, щоб мати можливість впливати на діяльність організації. Тому власники великих корпорацій частіше побоюються так званого «корпоративного шантажу» (т.з. Грінмейл), коли міноритарій може паралізувати діяльність компанії за допомогою суду.